# Etheostoma baileyi
Etheostoma baileyi es una especie de peces de la familia Percidae en el orden de los Perciformes.

## Morfología
Los machos pueden llegar alcanzar los 5,6 cm de longitud total.

## Distribución geográfica
Se encuentra en los Estados Unidos (este de Kentucky y noreste de Tennessee ).